# Versorgungsqualität

Schwankung der Netzfrequenz über 48 Stunden in einigen europäischen und asiatischen Regelzonen

Unter Versorgungsqualität in elektrischen Versorgungsnetzen der Stromversorger werden folgende Kriterien zusammengefasst:
- Verfügbarkeit oder Versorgungszuverlässigkeit
- Spannungsqualität
- Stabilität der Netzfrequenz.

Manchmal wird noch der Begriff der Servicequalität genannt, damit ist die Qualität der Beziehung zwischen Versorger und Kunde gemeint.
Oft wird auch im Deutschen der englische Begriff Power quality für die Versorgungsqualität verwendet.

## Kriterien

### Zuverlässigkeit
Die Zuverlässigkeit der Versorgung drückt sich durch die Abwesenheit längerer Versorgungsunterbrechungen aus und ist auf einen bestimmten Anschlusspunkt bzw. eine Region des Versorgungsgebietes bezogen. Die Größe Customer Minutes Lost gibt die pro Jahr und Kunde ausgefallenen Minuten wieder; je kleiner dieser Wert, desto höher die Verfügbarkeit. Die Stromversorgung in Deutschland steht hier im internationalen Vergleich sehr gut da.

### Spannungsqualität
Die Spannungsqualität ist ebenfalls immer auf einen bestimmten Anschlusspunkt bezogen, z. B. einen Kundenanschluss. Ihr wichtigstes Kriterium ist die momentane Höhe der effektiven Netzspannung in einem fixen Toleranzbereich um die Nennspannung. Weiters zählen dazu ein nur minimaler Anteil von Flicker, Transienten und Oberschwingungen.

### Stabilität der Netzfrequenz
Die Netzfrequenz ist in den üblichen überregionalen Versorgungsnetzen für Wechselstrom ein Qualitätsfaktor, der nicht auf einen bestimmten Anschlusspunkt bezogen ist, sondern im gesamten Verbundnetz einheitlich.
Je größer ein Verbundnetz und je besser Kraftwerke geregelt werden können, desto stabiler kann die Netzfrequenz in einem Toleranzbereich gehalten werden. In nebenstehender Abbildung ist der Verlauf der Netzfrequenz und deren Abweichung über 48 Stunden für einige Regelzonen dargestellt, welche alle um den Nennwert von 50 Hz schwanken. Im West- und Zentraleuropäischen Verbundsystem (UCTE) treten dabei die geringsten Abweichungen auf. Allerdings sind in den letzten Jahren durch den börslichen, blockweisen Stromhandel häufig Frequenzabweichungen festzustellen, wenn zum Stundenwechsel Kraftwerke den neuen Leistungswert einstellen und nicht mehr im Lastfolgebetrieb die Erzeugerleistung der Regelzonenlast kontinuierlich anpassen. In der Regelzone NORDEL, welche u. a. Schweden umfasst, werden kurzfristige Lastschwankungen gut ausgeglichen, längerfristige Abweichungen über einige Stunden sind aber deutlich zu erkennen. Das Inselnetz im Vereinigten Königreich, das die ENTSO-E-Regelzone Regional Group UK umfasst, weist u. a. aufgrund seiner Größenbeschränkungen die stärksten Abweichungen auf, gemeinsam mit dem unter geringen Reserven betriebenen Netz in Singapur.
Im europäischen Verbundsystem werden Frequenzfehler mithilfe der Quartiärregelung langfristig kompensiert, sodass die Abweichung nie mehr als 1000 Perioden (d. h. ca. 20 s) beträgt.

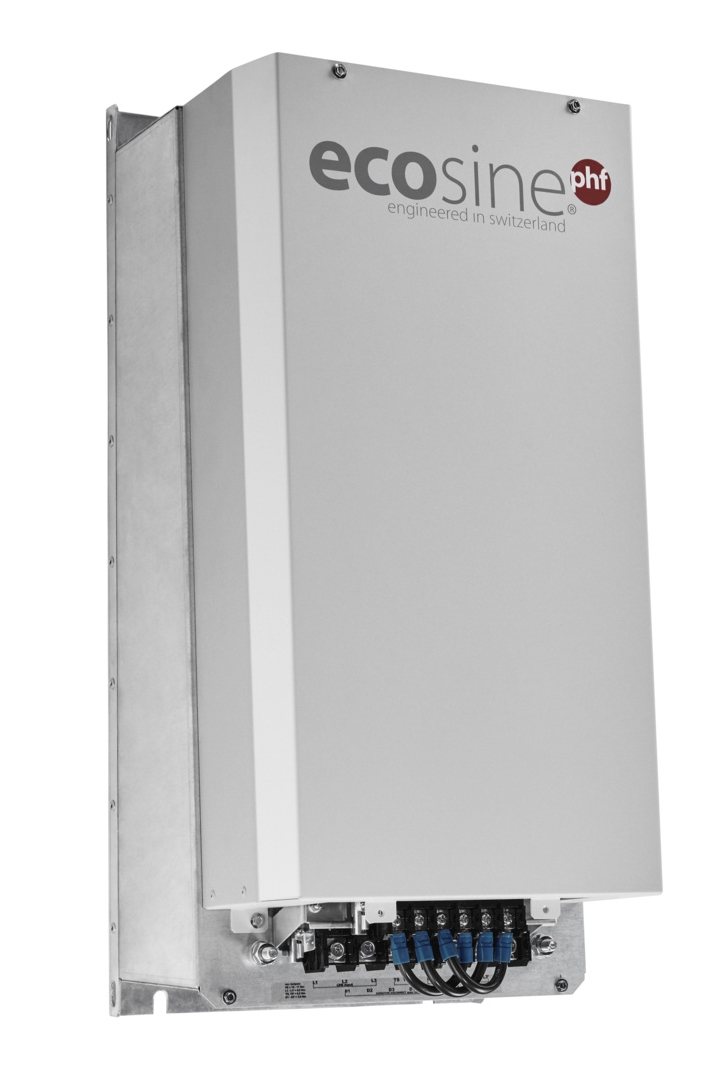
Passive Harmonic Filter

Im Extremfall kann es durch Ausfälle oder Fehler zu einer Unterfrequenz kommen, welche oft mit dem Lastabwurf und weiträumigen Stromausfällen einhergeht und damit die Zuverlässigkeit der Versorgung reduziert.